# Gustav Bosse Verlag
Pour les articles homonymes, voir Bosse.
Gustav Bosse Verlag est une maison d'édition de livres de musique basée en Allemagne à Cassel (Hesse) qui se concentre sur les publications d'éducation musicale.

## Histoire
La maison d'édition, fondée à Ratisbonne en 1912 par Gustav Bosse (1884-1943), publie principalement des ouvrages scientifiques et de vulgarisation sur la musique au cours de ces premières décennies. L'accent est mis sur l'histoire de la musique du XIXe siècle, notamment sur Richard Wagner et Anton Bruckner.
La maison d'édition est accablée par son rôle pendant la période national-socialiste, puisque Gustav Bosse, membre du NSDAP, tente de se distinguer par des publications qui correspondaient à la ligne officielle du parti, notamment par Peter Raabe, le président de la Chambre de la musique du Reich. Cependant, les racines de l'attitude nationaliste remontent aux débuts de la maison d'édition.
Après la mort de Gustav Bosse, son frère Walther Bosse dirige l'entreprise de 1943 à 1948. Depuis lors, elle est poursuivie par son fils Bernhard Bosse (1921-2016), même après son intégration dans la maison d'édition Bärenreiter (Karl Vötterle (de)) en 1957. Le site de Ratisbonne est conservé pour le moment.
En 1957, la société est transformée en une société en commandite, qui a continué à exercer ses activités sous le nom de Gustav Bosse Verlag à Ratisbonne et dans laquelle K. Vötterle (Bärenreiter-Verlag) est devenu un associé personnellement responsable.
Depuis les années 1960, le programme d'édition s'élargit pour inclure des livres et du matériel pédagogique sur l'éducation musicale, des éditions de partitions pour la musique amateur, le « New Spiritual Song » et des éditions chorales avec de la musique populaire.
En coopération avec l'Association des écoles de musique allemandes, le premier programme de langue allemande pour l'éducation musicale précoce "Tina & Tobi" est publié en 1970.
En 1993, le bureau de Ratisbonne est transféré à Kassel. Le programme axé sur l'éducation musicale est resté indépendant et s'adapte aux nouvelles tendances. Chor aktuell, une collection de mouvements choraux simples, désormais déclinée en trois éditions pour autant de groupes d'âge (Chor aktuell, Chor aktuell junior, Chor aktuell Basis), est devenu un ouvrage standard à utiliser dans les cours de musique à l'école. En plus des programmes pour l'enseignement musical élémentaire (Tina und Tobi, Spiel und Klang, Timpano [2016]), des séries de musique chorale comme Jazz im Chor connaissent du succès.
Le directeur de la publication de 1987 à 1993 est Theo Geißler (de), rédacteur en chef et éditeur du Neue Musikzeitung. En 1993, il fonde ConBrio Verlag et prend avec lui des parts de Bosse Verlag.
En 2021, Bosse-Verlag est repris par Bärenreiter-Verlag, tout en conservant le nom et le programme d'édition.

## Publications
- Deutsche Musikbücherei, avec l'édition des lettres de J.S. Bach par H. et E. Müller von Azov (1940)
- Von deutscher Musik (terminée avec le volume LXXI (1949), une collection d'écrits (Schriftensammlung).
- de 1929 à 1955, la maison d'édition a repris le magazine de musique Zeitschrift für Musik (ZfM), aujourd'hui Neue Zeitschrift für Musik.
- Kölner Beiträge zur Musikforschung.
- Forschungsbeiträge zur Musikwissenschaft (depuis 1955)
- Beiträge zur Musikgeschichte des 19. Jh, publications du groupe de travail Musicologie dans l'entreprise de recherche du XIXe siècle de la Fondation Fritz Thyssen (1965–?)
- Regensburger Beiträge zur musikalischen Volks- und Völkerkunde, (hrsg. F. Hoerburger) depuis 1969.
- 1952, bulletin d'information Musikalischen Jugend Deutschlands du magazine du même nom ; a été rebaptisé Neue Musikzeitung en 1969.

D'autres séries axées sur l'éducation musicale ont suivi, par exemple :  
- Bosse Musik Paperback (1973),
- Perspektiven – Schriften zur Musikpädagogik und Musikwissenschaft (1977),
- Materialien und Dokumente aus der Musikpädagogik (1977).
- Treffpunkt Musik (1986)